# Josef Winkelmann
Josef Winkelmann MSC (* 22. Juni 1896 in Hiltrup; † 26. November 1928 bei Shiqian in China) war ein deutscher Ordensgeistlicher, Missionar und Märtyrer.

## Leben
Josef Winkelmann, Sohn eines Postboten, machte 1915 Abitur und trat in das Noviziat der Herz-Jesu-Missionare in Hiltrup ein. Noch im selben Jahr wurde er einberufen, machte Kriegsdienst in Verdun und an der Somme und wurde zum Leutnant befördert. 1919 begann er das Noviziat ein zweites Mal, diesmal an der Ordenshochschule in Oeventrop. Am 25. Juli 1924 wurde er dort zum Priester geweiht. Im Herbst 1926 reiste er mit anderen in die China-Mission und kam am 4. Februar 1927 in Guiyang an. Am 5. November erreichte er Shiqian, die Zentralstation des neuen Missionsgebiets. Als am 4. Juli 1928 Pfarrer Georg Zehetbauer starb, wurde Winkelmann zum Pfarrer von Shiqian ernannt. Ende November desselben Jahres wurde er auf einer Reise von marodierenden Soldaten ermordet.

## Gedenken
Die Römisch-katholische Kirche in Deutschland hat Pater Josef Winkelmann als Märtyrer in das deutsche Martyrologium des 20. Jahrhunderts aufgenommen.